# Долгое (Мосальский район)
Долгое — деревня в Мосальском районе Калужской области России. Административный центр сельского поселения «Деревня Долгое».

## География
Деревня находится на западе Калужской области, на расстоянии 110 километров от Калуги и 239 километров от Москвы. Гидрографическая сеть деревни относится к бассейну рек Перекша и Пополта, притока р. Рессы, правого притока р. Угры, левого притока р. Оки.
Находится на расстоянии 195 метров над уровнем моря.

### Климат
Климат умеренно континентальный с мягкой зимой и теплым летом. Средняя продолжительность безморозного периода 120—130 дней. Промерзание почвы обычно 0,5-0,7 м в морозные бесснежные зимы может достигать 1,5 м. Максимальная летняя температура +35˚С. Максимальная зимняя −40˚С.
Во влажные годы количество осадков достигает 1000 мм, в сухие — менее 500 мм.

### Часовой пояс
Деревня Долгое, как и вся Калужская область, находится в часовой зоне МСК (московское время). Смещение применяемого времени относительно UTC составляет +3:00.

## Население
| 2002 | 2010 |
| ---- | ---- |
| 280  | ↘225 |

По данным Всероссийской переписи населения 2010 года в гендерной структуре населения мужчины составляли 44 %, женщины — соответственно 56 %.
Согласно результатам переписи 2002 года, в национальной структуре населения русские составляли 89 %.

## Инфраструктура
В деревне есть потребительский рынок обеспечивающий общественное питание, и бытовое обслуживание населённого пункта.
В селе также есть фельдшерский пункт на улице Ани Морозовой, дом 10.

## Достопримечательности
В деревне есть памятный знак в честь А. А. Морозовой.

## Транспорт
По территории проходит автомобильная дорога общего пользования федерального значения А-101 «Москва-Рославль».